# Silversmörfisk
Silversmörfisk (Pampus argenteus) är en fiskart som först beskrevs av Euphrasen, 1788.  Silversmörfisk ingår i släktet Pampus och familjen Stromateidae. Inga underarter finns listade i Catalogue of Life.